# Конденсатор-2П
2А3 «Конденсатор-2П» — советская опытная 406-мм самоходная артиллерийская установка особой мощности. Серийно не производилась.

## История создания
Согласно постановлению Совета Министров СССР, от 18 ноября 1955 года, были начаты работы над самоходным миномётом 2Б1 «Ока» и самоходной пушкой 2А3 «Конденсатор-2П». Основным предназначением пушки являлось уничтожение крупных промышленных и военных объектов противника. При этом могли использоваться как обычные, так и ядерные снаряды. Артиллерийская часть, а также механизмы заряжания и наведения разрабатывались под руководством И. И. Иванова в ЦКБ-34.
В 1957 году на ленинградском Кировском заводе были собраны первые опытные образцы и отправлены на полигонные стрельбы. Испытания проводились на Центральном артиллерийском полигоне под Ленинградом.
В результате испытаний был выявлен ряд критических дефектов, в числе которых были:
1. Срыв с креплений коробки передач;
2. Откат боевой машины на несколько метров;
3. Разрушение оборудования;
4. Повреждение ленивцев во время стрельбы имитаторами ядерных боеприпасов.

Работы по устранению дефектов и совершенствованию конструкции велись до 1960 года, после чего были остановлены постановлением Совета Министров СССР.
Ещё  7 ноября 1957 года САУ 2А3 прошла в параде по Красной площади и произвела фурор среди иностранных журналистов и наблюдателей.

## Судьба САУ
Единственный сохранившийся экземпляр 2А3 «Конденсатор-2П»  находится в Центральном музее вооружённых сил ( Москва).

## Описание конструкции

### Вооружение
В качестве основного вооружения БМ использовалась 406-мм пушка СМ-54. Для наведения по вертикали использовался специальный гидропривод. По горизонтали пушка наводилась поворотом всей машины. В целях повышения точности горизонтальной наводки механизм поворота был связан со специальным электродвигателем.

### Ходовая часть
Ходовая часть и силовая установка машины были разработаны на базе узлов и агрегатов тяжёлого танка Т-10М. По индексации ГБТУ, шасси имело название «Объект 271».